# Palazzo Nazionale di Mafra
Il Palazzo Nazionale di Mafra (in portoghese Palácio Nacional de Mafra) è un  monastero della città portoghese di Mafra, di stile barocco con richiami al neoclassicismo italiano. Situato a circa 28 chilometri da Lisbona, le sue dimensioni sovrastano la città. Il palazzo, che serviva anche da convento francescano, fu costruito durante il regno di Giovanni V, in conseguenza del voto fatto dal re nel 1711, che promise di innalzare un convento se sua moglie, Maria Anna d'Austria, gli avesse dato dei discendenti. Dopo la nascita della sua primogenita, la principessa Maria Barbara di Braganza, il re avviò i cantieri. Il palazzo era anche comodo come avamposto per la caccia nei boschi vicini, e servì da residenza secondaria per la famiglia reale.
Questo vasto complesso è tra i più sontuosi monumenti barocchi del Portogallo e uno dei più grandi edifici costruiti in Europa durante il XVIII secolo. Il palazzo fu costruito simmetricamente da un asse centrale, occupato dalla Basilica di Nostra Signora e di Sant'Antonio, e prosegue lungo l'asse della facciata centrale fino alle due torri principali. Le strutture del convento si trovano dietro la facciata d'ingresso. L'edificio contiene una biblioteca di notevole valore, con circa 30.000 volumi rari.

## Descrizione
L'intero complesso è costituito da due corpi rettangolari contigui ma di differenti dimensioni e copre una superficie di circa 37.720 m2.
Il corpo principale comprende la basilica con le sue due torri, la sacrestia, il Palazzo Reale, la sala capitolare, quelle dette "degli Atti" e del de profundis, il refettorio, la cappella del cimitero e due chiostri; l'altro corpo, di dimensioni più ridotte comprende la parte maggiore del convento, le cucine, la biblioteca, il giardino, oltre ad una parte del Palazzo Reale stesso. Delle quattro facciate, quella principale è volta ad ovest, prospetta la città di Mafra ed è lunga 232 m; ciascuna delle due facciate, nord e sud, è lunga 209 m, mentre quella ad est misura 171 m di lunghezza.
L'imponente facciata principale, eretta in pietra calcarea, è impostata su tre ordini (esclusa la Basilica, che è su due), è fiancheggiata ai due estremi da due "torrioni" massicci a pianta quadra, anch'essi su tre ordini principali, sormontati da altri due (il più alto con balconata) e da una grossa e tozza cupola a bulbo, cuspidata. Al centro, perfettamente simmetrica, si trova la basilica.
L'intero complesso è costituito da 800 fra sale e stanze, 300 celle, 4500 fra porte e finestre, 154 scale e 29 cortili interni.
La prima pietra venne posata il 27 novembre 1717 da re Giovanni V del Portogallo, il piano originario venne più volte modificato nel senso di ampliare il precedente, grazie anche all'arrivo in Portogallo dell'oro proveniente dalla nuova colonia del Brasile. Tutto fa pensare che il progetto definitivo sia stato concepito a Roma, sotto il controllo e l'orientamento del marchese di Fontes, che vi avrebbe coinvolto gli architetti che allora andavano in Italia per la maggiore, cioè Carlo Fontana, Tommaso Mattei, Filippo Juvarra ed Antonio Canevari.
Per la stesura del progetto definitivo e la supervisione dei lavori venne chiamato l'orafo ed architetto tedesco Johann Friedrich Ludwig, che acquisì poi la cittadinanza portoghese e prese il nome di João Frederico Ludovice.
Sebbene numerosi dettagli riguardanti il palazzo ed il Monastero siano stati terminati solo sotto il regno dei suoi successori, il termine ufficiale dei lavori del complesso ebbe luogo nel 1750, anno del decesso di Giovanni V.

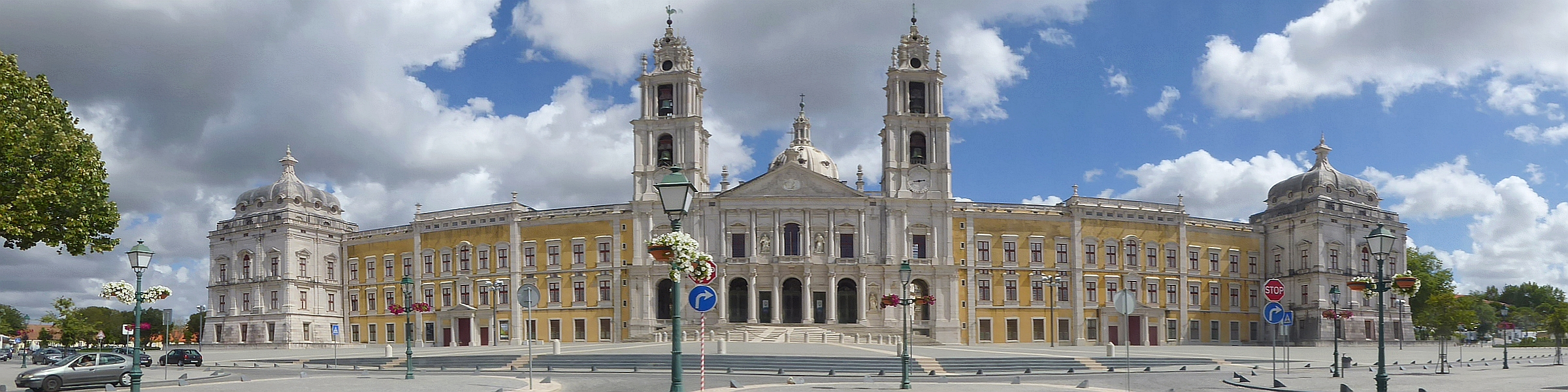
Panorama Palazzo Nazionale di Mafra (2016)

## Il Convento

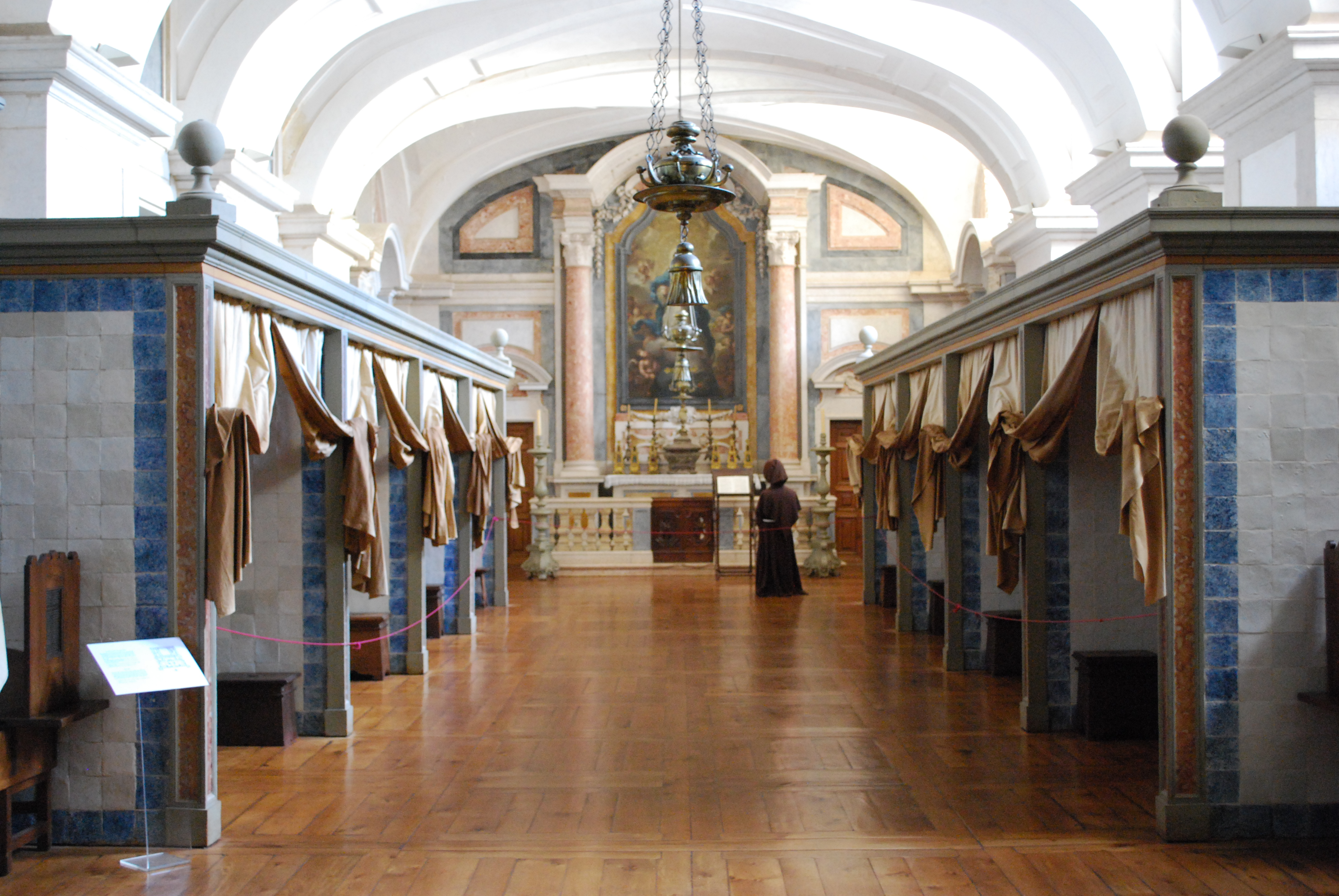
L'ospedale per i frati all'interno del convento

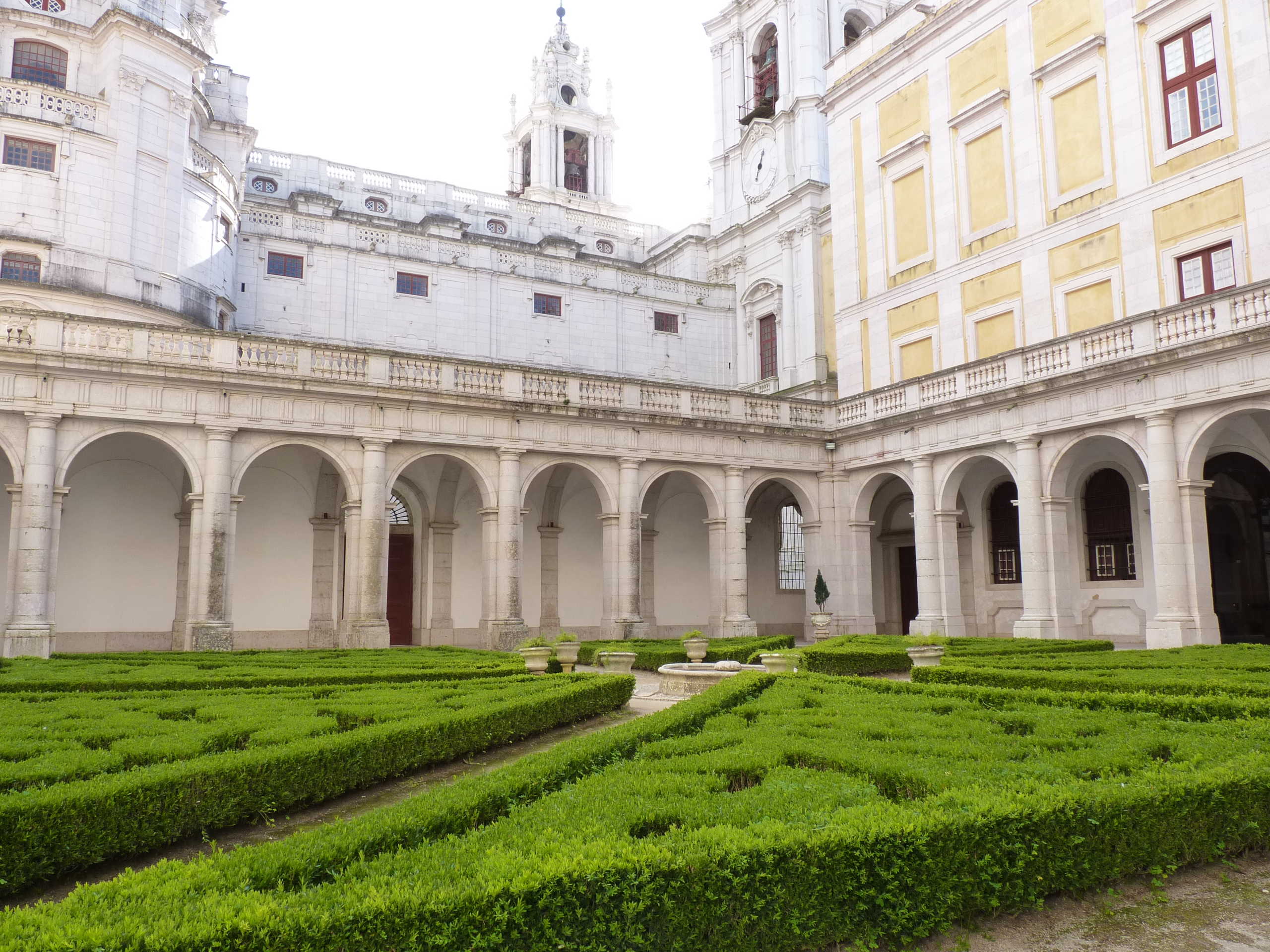
Il giardino del convento

Il rettangolo dietro la Basilica ospita il convento, originariamente dei francescani dell'Ordine di Arrábida. Esso comprende sale, refettorio, biblioteca, il chiostro ed un giardino con piante di bosso. Subito appresso la cerimonia di consacrazione della basilica, 210 frati francescani della provincia di Arrábida lo occuparono e nel 1744 avevano raggiunto il numero di 310. Tuttavia, nel 1770, il marchese di Pombal chiese a papa Clemente XIV, che acconsentì, di espellere i francescani e nel maggio dell'anno successivo questi lasciarono il luogo. Al loro posto subentrarono i canonici regolari di Sant'Agostino. Questi, nei vent'anni successivi, abbellirono notevolmente convento e basilica con pale in bassorilievo su marmi di Carrara, rivestimenti in marmo per le cappelle della basilica e splendide librerie in legno scolpito per la biblioteca. Nel 1791 i canonici rientrarono a Lisbona e nel convento si reinstallarono nuovamente i francescani.
Con l'invasione del Portogallo nel 1807 da parte delle truppe napoleoniche, comandate dal generale Junot, che costrinse la famiglia reale portoghese a lasciare il paese per il Brasile, anche i frati lasciarono il convento. Questo, con il Palazzo, venne utilizzato per l'acquartieramento delle truppe d'occupazione. Dopo la sconfitta definitiva subita da Napoleone, nel convento tornarono i francescani, ma alla data del 1820 i frati presenti nel convento erano solo più una quarantina ed all'approssimarsi delle truppe liberali nell'agosto del 1833 lasciarono il convento. Anche questa volta vennero sostituiti dagli agostiniani, ma questi ultimi dovettero abbandonare il convento già nel maggio del 1834, allorché il governo portoghese soppresse gli ordini religiosi ed integrò il convento nei Beni Nazionali.

## La Basilica

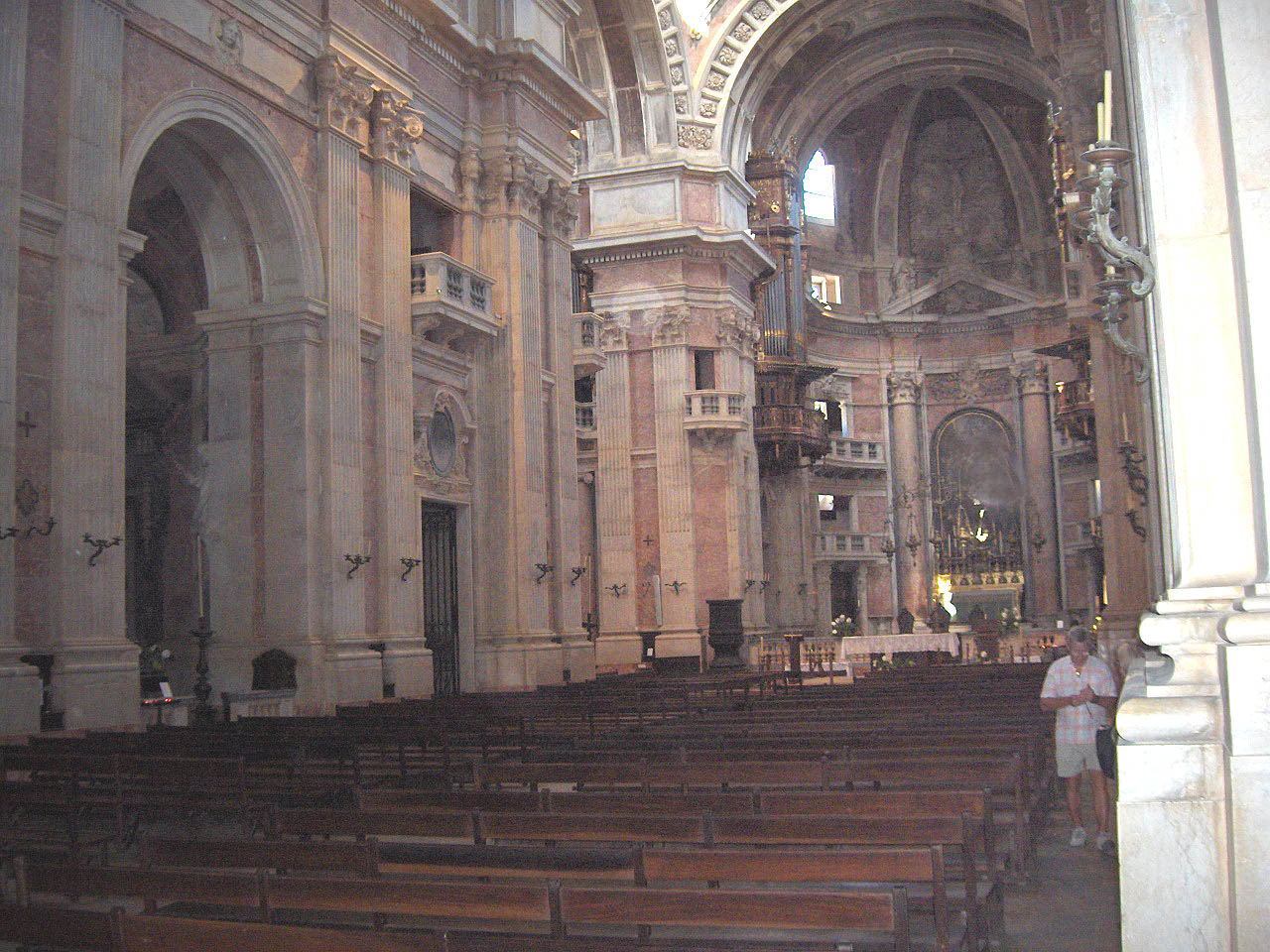
La navata centrale della Basilica

La basilica occupa la parte centrale del corpo occidentale del Palazzo. Si tratta di una chiesa con pianta a croce latina, la cui facciata, a due ordini con balconata, e ornata di ben 18 statue in marmo, è fiancheggiata da due torri campanarie identiche e simmetriche, preceduta da un sagrato costituito da una scalinata a forma semicircolare. La facciata è separata dall'aula da una galilea a pianta ottagonale, che si estende fino alle torri, che è rivestita di marmi bianchi e contiene alcune statue di santi piuttosto voluminose in parte opera di Giovan Battista Maini. La crociera del transetto è sormontata da una grossa cupola alta oltre 60 m. L'interno, tutto rivestito con marmi di diversi colori, è a tre navate e misura quasi 59 m di lunghezza, mentre i bracci del transetto si allungano per un totale di 43 m. L'altar maggiore è sovrastato da una pala  rappresentante la Vergine con il Bambino e Sant'Antonio da Padova, opera del pittore romano Francesco Trevisani. Al di sopra della pala un bassorilievo in marmo rappresentante Cristo crocifisso, la Gloria e due angeli adoranti è opera dello scultore genovese Francesco Maria Schiaffino. Nella basilica sono presenti complessivamente ben 58 statue marmoree di santi, scolpite a Roma da artisti di quel periodo.
La sede canonica della parrocchia di Mafra e la Reale e Venerabile Confraternita del Santissimo Sacramento di Mafra è la basilica.

## Il Palazzo Reale

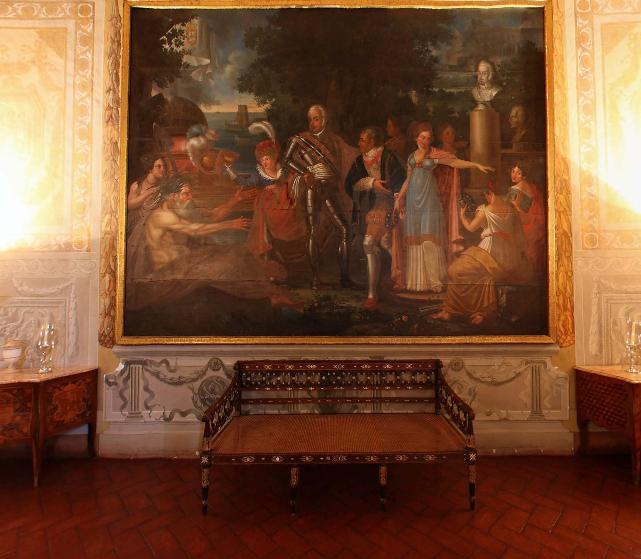
La Sala dei Destini.

Il Palazzo Reale comprendeva la facciata ovest del complesso (esclusa quella della Basilica e le torri campanarie), le due torri estreme, le facciate nord e sud, ma solo al loro terzo piano, ed una parte di quella ed est. Gli appartamenti reali veri e propri si trovavano nelle due torri laterali, quella a sud generalmente destinata al re e l'altra alla regina, anche se il regno di Maria II fece eccezione: il re consorte Ferdinando II del Portogallo optò per gli appartamenti della torre nord, che vennero a lungo denominati "camere di Don Ferdinando".
Alla famiglia reale ed ai nobili era destinato il terzo piano, mentre gli altri piani erano riservati al numeroso personale di servizio ed ai servizi stessi (cucine, uffici, ecc.). L'accesso agli appartamenti reali avveniva sia attraverso la lunghissima galleria principale, che si estende lungo la facciata, sia attraverso le gallerie delle facciate nord e sud, sulle quali si affacciavano le numerosissime stanze destinate alla servitù ed ai servizi. Fra le grandi stanze che caratterizzavano il palazzo,  sono degne di particolare nota:
- La Sala delle Udienze (Sala de Audiências), detta anche Sala del Trono (Sala do Trono), che era destinata alle visite ufficiali. Essa è interamente decorata da dipinti a muro, eseguiti prevalentemente all'inizio dell'Ottocento dai pittori portoghesi Domingos António e Cirillo Wolkmar Machado. Anche la volta è sontuosamente affrescata da quest'ultimo con allegorie rappresentanti l'Olimpo.
- L'austera Sala della Benedizione (Sala da Bênçao), situata al centro della Galleria principale, misura 26 m di lunghezza,[8] ha volta a botte, muri rivestiti di marmi policromi ed ornati da colonne doriche e pavimento abbellito da mosaico. Era dotata di tribune, sulle quali la famiglia reale poteva assistere alla Messa attraverso finestre che davano direttamente nell'interno della chiesa. Dalla parte opposta tre grandi finestre, direttamente aperte sulla facciata, danno sulla piazza della chiesa. Quella centrale apre su un balcone in pietra le cui dimensioni costituivano allora fonte di meraviglia: più di 7 m di lunghezza per 2 e mezzo circa di larghezza.[9] Al centro della sala è posto un busto marmoreo di Giovanni V del Portogallo, ordinato dal figlio Giuseppe allo scultore italiano Alessandro Giusti.

A queste si aggiungono le minori nelle due torri estreme quali la Sala di Diana, la Sala dei Viaggiatori, la Sala delle Scoperte, la Sala dei Destini (le volte di queste ultime due sono affrescate da Cirillo Wolkmar Machado), la Sala della Musica, la Sala della Caccia ed altre ancora. Negli oratori reali poi sono interessanti le due cappelle: quella di Nostra Signora della Liberazione e quella di San Giuseppe.
Queste sale conobbero il loro massimo splendore sotto il regno di Giovanni VI del Portogallo, quando i muri furono fatti affrescare e ogni sala era stata arricchita da mobili di grande valore, oltre che da quadri di pittori allora famosi e di splendidi tappeti. Gran parte di questi arredi venne asportata e trasferita in Brasile quando, nel 1807, il re dovette fuggire sotto l'avanzata delle truppe napoleoniche condotte dal generale Junot.
Al secondo piano dell'ala nord del palazzo è ora esposta una collezione di arte sacra. Vi sono esposti splendidi esempi di paramenti sacri dei due ordini religiosi che hanno occupato il convento, di reliquiari, calici, ostensori, cibori, incensieri e poi statue marmoree destinate originariamente alla basilica.

## La biblioteca

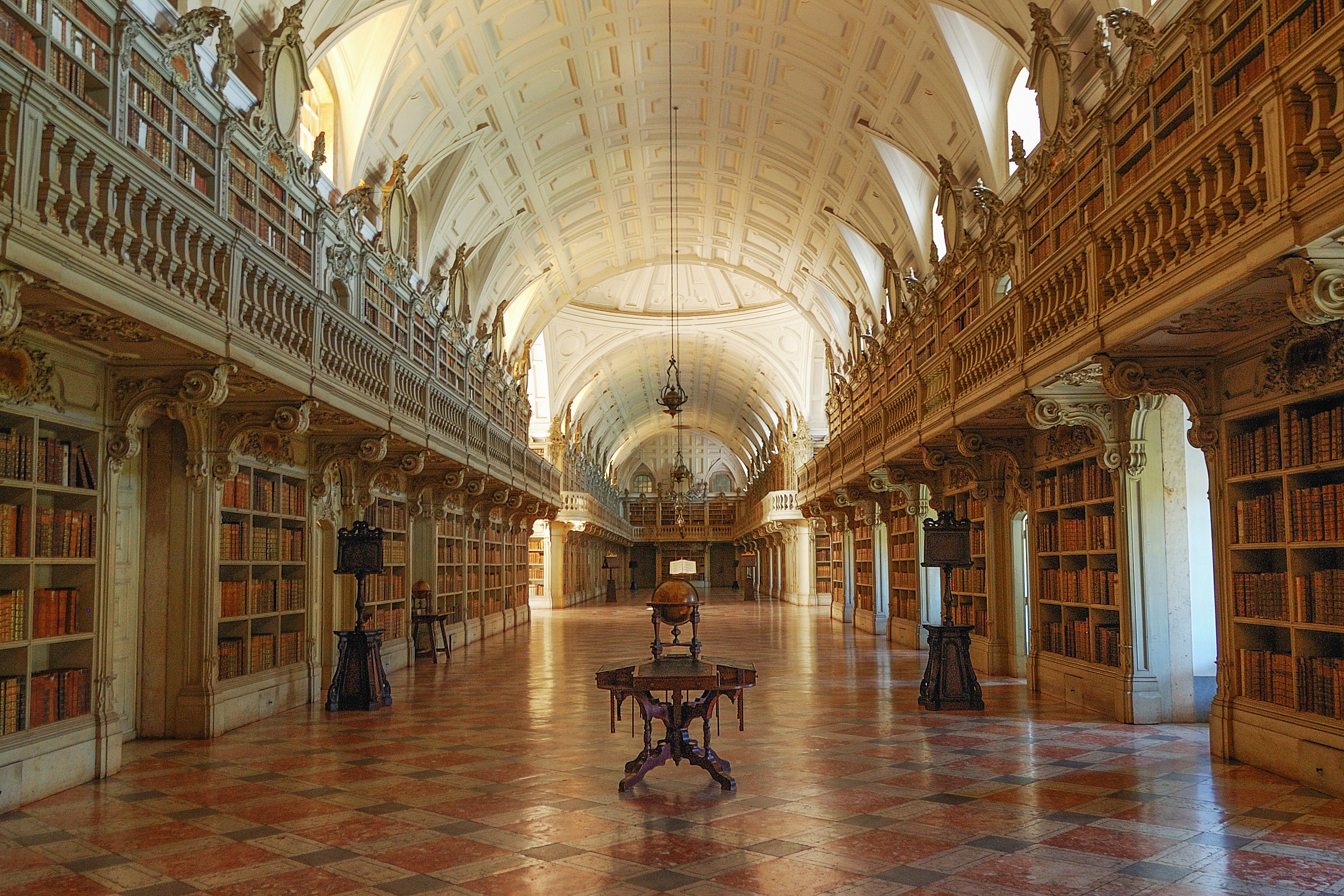
La sala della biblioteca del Palazzo Nazionale di Mafra

Facente parte in realtà del convento, la biblioteca del Palazzo Nazionale di Mafra è la più importante biblioteca monastica del Portogallo ed occupa una parte rilevante del palazzo.
Si tratta di una sala di oltre 80 m di lunghezza, 9 metri e mezzo di larghezza e 13 di altezza, dotata di un pavimento di piastrelle di marmo rosa, grigio e bianco, opera dell'architetto portoghese Manuel Caetano de Sousa, realizzata in stile rococò.
La copertura è una volta a botte e gli splendidi scaffali in legno sono disposti su due ordini lungo le pareti: a quello superiore si accede attraverso una scala in legno e la scaffalatura è contornata da una balconata a balaustra, che segue il movimento delle pareti. La biblioteca contiene 30.000 volumi in copertine di cuoio, che testimoniano il livello della scienza occidentale dal XV al XIX secolo. Prevalgono di gran lunga i testi stampati, essendo relativamente modesto il numero di manoscritti, per altro di grande interesse, in particolare gli spartiti musicali dei maggiori compositori portoghesi del periodo considerato. Tra i libri stampati vi sono preziosi incunaboli. Oltre a numerosi accorgimenti per evitare l'effetto deteriorante dell'umidità, tra i quali l'accortezza di anteporre un'intercapedine di aria fra i muri e gli scaffali, vengono anche ospitati alcuni pipistrelli, che si cibano degl'insetti, i quali a lungo andare danneggerebbero gravemente i libri.
La storia della biblioteca è piuttosto tormentata: furono i canonici regolari di Sant'Agostino, che avevano preso possesso del convento dopo l'allontanamento dei francescani da Mafra, voluto dal marchese di Pombal, che nel 1771 ordinarono all'architetto Manuel Caetano de Sousa il rinnovo della biblioteca. I lavori tuttavia s'interruppero, allorché nel 1792 Maria II del Portogallo volle reinsediare i francescani nel convento. Questo implicò la permanenza dei volumi in una sede provvisoria. Nel 1794 giunse l'autorizzazione reale a completare i lavori nella nuova sala e ad installarvi i volumi. Nel 1797, sotto l'impulso del priore francescano Joaquim da Conceição, iniziò la classificazione e collocazione sistematica dei testi. Essa fu interrotta dall'occupazione francese, ma riprese nel 1809 con la nomina a bibliotecario di frate João de Sant'Ana, che la portò a termine nel 1819.
Nella biblioteca sono state girate alcune scene della miniserie televisiva del 1996 I viaggi di Gulliver.